# Cours après moi shérif
Série
Tu fais pas le poids, shérif !
(1980)
Pour plus de détails, voir Fiche technique et Distribution.
Cours après moi shérif ou Cours après moi shériff au Québec (Smokey and the Bandit) est un film américain réalisé par Hal Needham, sorti en 1977. Fort de son succès, le film aura droit à deux suites : Tu fais pas le poids, shérif ! (Smokey and the Bandit 2) en 1980 et Smokey and the Bandit Part 3 en 1983.
La voiture principale utilisée dans le premier opus est une Pontiac Trans am de 1977. Bandit alias Burt Reynolds est lui-même au volant tout au long du film, sans doublure pour les cascades.

## Synopsis
L'aventure de deux routiers à la conquête d'un record réputé impossible : rapporter du Texas (3 000 km aller et retour en 28 heures) 400 cartons de bière ; ce qui est considéré comme de la contrebande aux États-Unis.

## Fiche technique
- Titre français : Cours après moi shérif
- Titre original : Smokey and the Bandit
- Réalisation : Hal Needham
- Scénario : James Lee Barrett, Charles Shyer et Alan Mandel d'après une idée d'Hal Needham et Robert L. Levy
- Production : Mort Engelberg et Jules V. Levy (non crédité)
- Photographie : Bobby Byrne
- Son : Ray West et John Speak
- Montage : Walter Hannemann et Angelo Ross
- Musique : Bill Justis et Jerry Reed
- Sociétés de production : Universal Pictures et Rastar Pictures
- Société de distribution : Universal Pictures
- Pays :  États-Unis
- Langue : anglais
- Format : Couleur (Technicolor) - Mono - 35 mm - 1.85:1
- Genre : comédie, action
- Durée : 92 minutes
- Dates de sortie :
  - États-Unis : 27 mai 1977
  - France : 21 décembre 1977

La 20th Century Fox craignait que ce film attendu (au final huitième plus gros succès de l'année aux États-Unis) ne fasse de la concurrence à l'inconnu Star Wars qui devait sortir le même jour. Elle décida donc d'avancer Star Wars de deux jours.
- Affiche : Bill Gold (États-Unis)

## Distribution
- Burt Reynolds (VF : Serge Sauvion) : Bo Darville dit « Bandit »
- Sally Field (VF : Maïk Darah) : Carrie dit « Grenouille »
- Jackie Gleason (VF : Louis Arbessier) : le shérif Buford T. Justice
- Jerry Reed (VF : Paul Bisciglia) : Cledus Snow dit « Tom Pouce » (« Snowman » en v.o.)
- Mike Henry : Junior
- Paul Williams (VF : Guy Piérauld) : Little Enos
- Pat McCormick (VF : Jacques Ferrière) : Big Enos
- Alfie Wise (VF : Maurice Sarfati) : le policier dans le bouchon en Alabama
- George Reynolds (VF : Pierre Saintons) : le shérif George Branford
- Macon McCalman (VF : Yves Barsacq) : Mr. B
- Linda McClure (VF : Jeanine Forney) : Waynette
- Susan Ewing (VF : Liliane Patrick) : Hot Pants (« La Michetonne » en VF)
- Laura Lizer Sommers (VF : Monique Thierry) : Little Beaver (« Tite Chatte » en VF)
- Lamar Jackson (VF : Francis Lax) : Sugar Bear (« Ourson » en VF)

### Non crédités
- Ben Jones : le routier rouquin
- Ingeborg Kjeldsen (VF : Joëlle Janin) : Foxy Lady (« Belle-de-Nuit » en VF)
- Joe Klecko : un routier
- Michael McManus : Silver Tongued Devil (« Ours Éloquent » en VF)
- John Schneider : un cow-boy dans la foule
- Sonny Shroyer : un motard de la police
- Scott Thomson : un ado voleur de voiture
- Hank Worden : un routier

## Héritage
Le film a sans nul doute inspiré la création de la série Shérif, fais-moi peur (The Dukes of Hazzard) diffusé à partir de 1979. Le film mettant en scène Burt Reynolds et la série ont des similitudes troublantes comme une belle voiture, une jolie fille, des shérifs stupides et des situations généralement illégales, le tout se déroulant dans le sud des États-Unis sur fond de musique country. Le héros partage son prénom avec Bo Duke, sa voiture arbore le même drapeau sudiste, et son complice fait le trajet aux côtés d'un basset hound similaire à celui de Cledus.
Trois acteurs de la distribution principale de Shérif, fais-moi peur apparaissent dans de petits rôles non crédités dans le film : Ben Jones, John Schneider et Sonny Shroyer (qui joue un policier dans les deux). Plus tard, Burt Reynolds interprétera le personnage de Boss Hogg (initialement incarné par Sorrell Booke) dans son adaptation cinématographique en 2005. Burt Reynolds est également cité nommément dans plusieurs des premiers épisodes de la série.
La série Earl fait également référence au film dans un de ses épisodes, marquant également l'apparition du véhicule-phare de Cours après moi, Shérif. À noter que Burt Reynolds apparait lui aussi dans un épisode  de Earl.